# Sreten Stojanović
Pour les articles homonymes, voir Stojanović.
Sreten Stojanović (en serbe cyrillique : Сретен Стојановић), né le 2 février 1898 à Prijedor et mort le 29 octobre 1960 à Belgrade, est un sculpteur, dessinateur, aquarelliste et critique d'art serbe originaire de Bosnie-Herzégovine. Il fut membre de l'Académie serbe des sciences et des arts.

## Vie et œuvre
Sreten Stojanović est né le 2 février 1898 à Prijedor, une ville qui, à l'époque, était sous la domination de l'Autriche-Hongrie et qui, aujourd'hui se trouve en Bosnie-Herzégovine, dans la république serbe de Bosnie. Il commença ses études secondaires à Banja Luka mais, en tant que nationaliste et révolutionnaire, il fut expulsé du lycée. Membre de l'organisation Jeune Bosnie (Mlada Bosna), il connut la prison pendant la Première Guerre mondiale, tout comme son frère Mladen Stojanović (1896-1942), qui fut plus tard (pendant la Seconde Guerre mondiale) héros national de la Yougoslavie.
À partir de 1917, Sreten Stojanović étudia la peinture et la sculpture à Vienne puis, à Paris, où il devint l'élève d'Antoine Bourdelle. Il fut par la suite l'un des premiers professeurs de l'Académie des Beaux-arts (Akademiji likovnih umetnosti) de Belgrade. En 1950, il devint membre correspondant de l'Académie serbe des sciences et des arts (SANU) puis membre de plein droit de cette académie en 1959.
Sreten Stojanović est mort le 29 octobre 1960. Il est enterré dans le nouveau cimetière de Belgrade.

## Œuvres

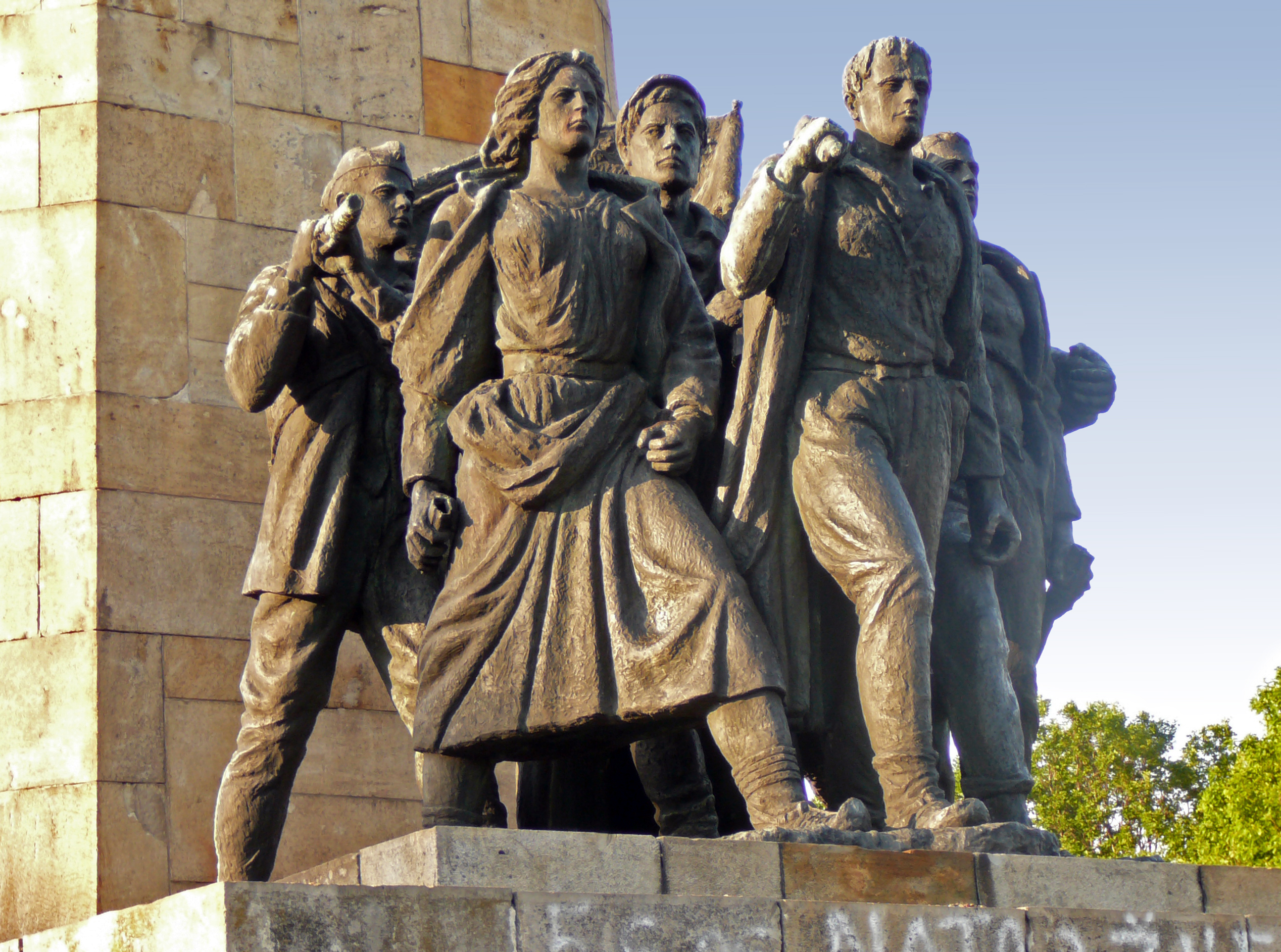
Détail du Monument à la Liberté

L'œuvre sculptée de Sreten Stojanović se caractérise souvent par son caractère monumental, tel qu'il apparaît dans des sculptures représentant Karađorđe (Karageorges), Petar II Petrović-Njegoš, Filip Višnjić ou son frère Mladen Stojanović. Cette caractéristique s'est affirmée après la Seconde Guerre mondiale, comme son Monument à la Liberté (Sloboda) du mont Iriški venac (dans le massif de la Fruška gora) ou dans un monument érigé à Bosansko Grahovo.
En Serbie, on trouve de ses œuvres au musée d'Art contemporain de Belgrade ou encore au musée national de Kragujevac.